# Police Academy (film)
Police Academy is een Amerikaanse komediefilm uit 1984 en vormt de eerste film in de reeks Police Academy-films. De film werd geregisseerd door Hugh Wilson, en de hoofdrollen werden vertolkt door Steve Guttenberg, G.W. Bailey en George Gaynes.
De film bracht in totaal 149 miljoen Amerikaanse dollar op, en was daarmee de meest succesvolle in de reeks Police Academy-films. Van alle Police Academy-films wordt deze door fans als de beste gezien.

## Verhaal

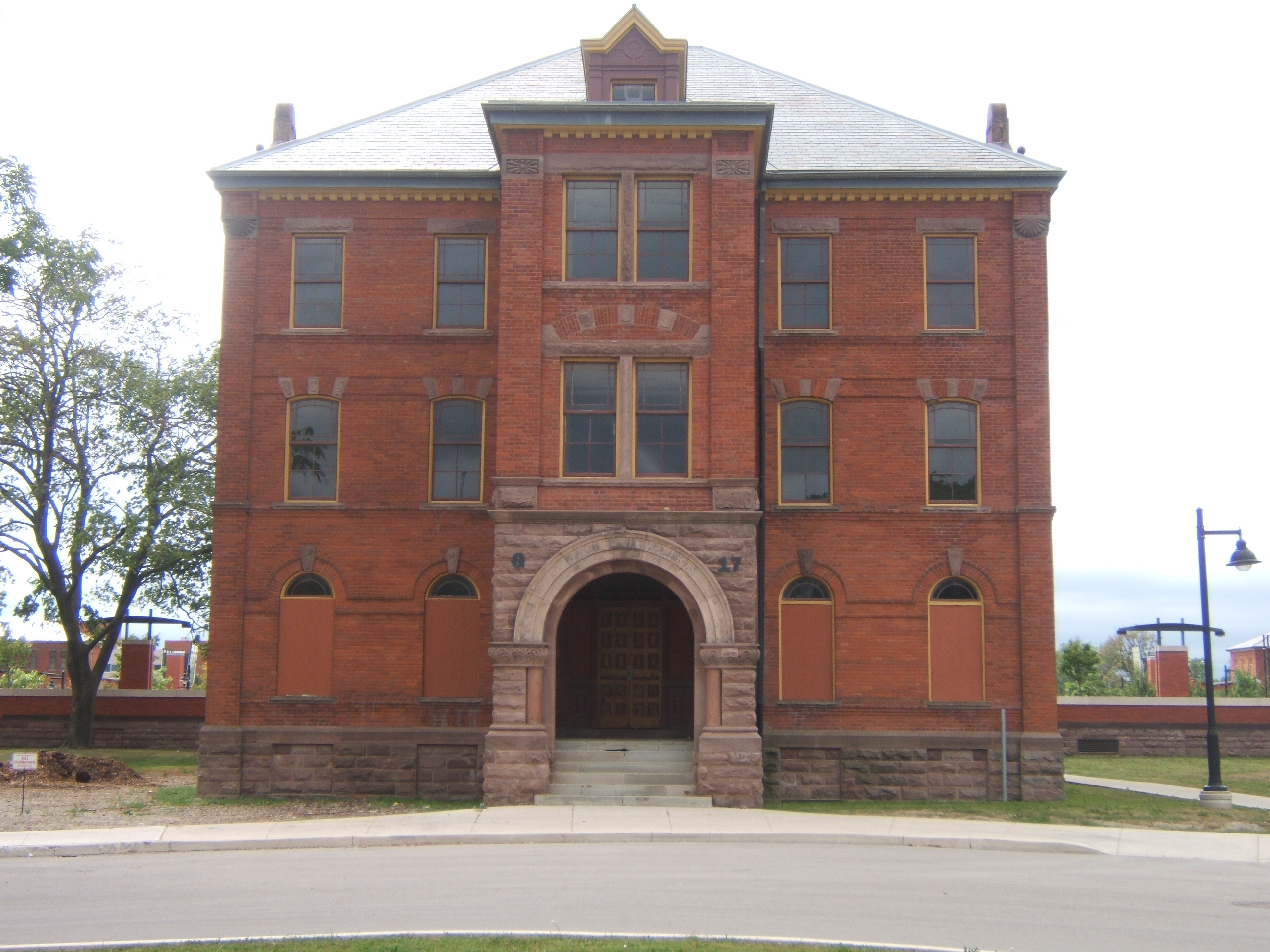
Vooraanzicht van de academie. Boven de ingang zit Lassards bureau

Vanwege een tekort aan politiemensen stelt de nieuwe vrouwelijke burgemeester, Mary Sue Beal, de toelatingseisen voor de politieacademie naar beneden bij. Voortaan hoeven nieuwe rekruten niet meer aan bepaalde eisen betreffende lengte, gewicht en huidkleur te voldoen. Meteen meldt zich een grote diversiteit aan personen aan, de een nog eigenaardiger dan de ander.
Commissaris Hurst en inspecteur Harris walgen van dit zootje ongeregeld dat zich heeft aangemeld en willen hen zo snel mogelijk wegwerken. Maar in plaats van ze weg te sturen stellen ze commandant Lassard voor om de training extra zwaar te maken, in de hoop dat de nieuwe rekruten zo zelf afhaken. Harris geeft Copeland en Blankes, twee in zijn ogen voorbeeldige rekruten, de taak hem hierbij te helpen.
Een van de rekruten is parkeerwachter en veelpleger Carey Mahoney. In plaats van een gevangenisstraf uit te zitten moet hij als alternatieve straf veertien weken de opleiding tot agent volgen. Mahoney voelt er niks voor om agent te worden en probeert op elke mogelijke manier van de academie te worden gestuurd. Hij zoekt zelfs Lassard op om hem ervan te overtuigen dat hij nooit een goede agent zal zijn. Lassard meldt echter dat hoofdinspecteur Reed, een politieagent waarmee Mahoney al vaak te maken heeft gehad, hem heeft verteld Mahoney niet vroegtijdig te laten vertrekken.
Al snel ontwikkelt zich een vijandschap tussen Mahoney en Harris, die elkaar zo veel mogelijk dwars proberen te zitten. Ondanks Harris' pesterijen begint Mahoney de opleiding steeds meer te waarderen. Hij denkt er serieus over na om toch agent te worden. Hij helpt zelfs rekruut Moses Hightower met zijn voorbereidingen voor het rijexamen.
Bij het rijexamen rijdt Laverne Hooks per ongeluk over de tenen van Copeland. Wanneer Hightower voor haar opkomt, nadat Copeland een racistische opmerking maakt, wordt hij van de academie weggestuurd door Harris. Kort daarop ontstaat er een vechtpartij in de kantine van de academie, waar Mahoney ook bij betrokken is. Hij neemt alle schuld op zich en wordt op non-actief gesteld.
Een achteloos weggegooide appel door de stuntelige cadet Fackler vormt het begin van een kettingreactie aan gebeurtenissen, die uiteindelijk leiden tot een enorme rel in de stad. Dit is de kans voor de rekruten om zich te bewijzen. Mahoney gaat toch mee. Een naamloze crimineel ontwapent Copeland en Blankes en gijzelt Harris. Mahoney komt hem te hulp, maar wordt ook gevangen. Uiteindelijk is het Hightower, die kwam kijken wat er aan de hand was, die de situatie redt. Hooks rekent de crimineel in.
Hightower wordt weer toegelaten tot de academie. Hij en Mahoney krijgen beiden een onderscheiding voor hun optreden, als eerste rekruten ooit.

## Rolverdeling
| Acteur              | Personage                       |
| ------------------- | ------------------------------- |
| Steve Guttenberg    | Cadet Carey Mahoney             |
| Kim Cattrall        | Cadet Karen Thompson            |
| G.W. Bailey         | Inspecteur Thaddeus Harris      |
| Bubba Smith         | Cadet Moses Hightower           |
| Donovan Scott       | Cadet Leslie Barbara            |
| George Gaynes       | Commandant Eric Lassard         |
| Andrew Rubin        | Cadet George Martín             |
| David Graf          | Cadet Eugene Tackleberry        |
| Leslie Easterbrook  | Rechercheur Debbie Callahan     |
| Michael Winslow     | Cadet Larvell Jones             |
| Marion Ramsey       | Cadet Laverne Hooks             |
| Debralee Scott      | Mrs. Fackler                    |
| Bruce Mahler        | Cadet Douglas Fackler           |
| Ted Ross            | Hoofdinspecteur Reed            |
| George R. Robertson | Chef commissaris Henry J. Hurst |
| Scott Thomson       | Cadet Chad Copeland             |
| Brant von Hoffman   | Cadet Kyle Blankes              |
| Georgina Spelvin    | Prostituee                      |
| Doug Lennox         | Hoofdschurk                     |

## Achtergrond
Paul Maslansky, de producent van de filmserie, kreeg het idee voor de film toen hij in San Francisco een groep rekruten van de politie zag. Het viel hem op dat de rekruten sterk van elkaar verschilden, het waren mannen en vrouwen van verschillende lengte, gewicht en huidskleur. Hij vroeg een agent waarom dit zo was. Het antwoord was dat de richtlijnen van de politieschool waren versoepeld. Dit gaf Maslansky het idee voor een film waarin deze richtlijnen soepeler werden, en wat voor gevolgen dit zou hebben.
De film bracht $81.198.894 op in de Amerikaanse bioscopen, waarmee het de op vijf na succesvolste film van 1984 was in Amerika. Wereldwijd bracht de film $146 miljoen op. Op Rotten Tomatoes scoort de film 47% aan goede beoordelingen. Roger Ebert van de Chicago Sun-Times gaf de film 0 sterren.

## Prijzen en nominaties
In 1985 won de film in Duitsland een Golden Screen.

## Trivia
- Hugh Wilson heeft zelf ook een rol in de film.
- Robert Conrad was de eerste keus voor de rol van Eric Lassard, maar wees de rol af.